# Chitoniscus lobiventris
Chitoniscus lobiventris, el insecto lobulado de la hoja, es una especie de insecto clasificada dentro del orden Phasmatodea y de la familia Phylliidae. Documentado inicialmente por Blanchard en 1853, su característica distintiva radica en su aspecto de hoja, una adaptación característica para el camuflaje dentro de su hábitat natural. Como muchas especies de Chitoniscus, se encuentra en el Pacífico Sur. El holotipo de esta especie fue un macho de Viti, Lebouka, recolectado por Émile Blanchard. En agosto de 1903, un espécimen hembra fue recolectado en Carins por R.C.L Perkins. Machos y hembras también fueron recolectados en Kolombangra de las Islas Salomón en abril y octubre por M.Bigger.